# کانون زبان ایران
کانون زبان ایران (به انگلیسی: Iran Language Institute) (مخفف انگلیسی: ILI) یک مؤسسه‌ی دولتی وابسته به کانون پرورش فکری کودکان و نوجوانان جهت آموزش زبان‌های خارجی است. این آموزشگاه قدیمی‌ترین و بزرگترین مرکز آموزش زبان‌های خارجی در ایران محسوب می‌شود و در هر ترم در این آموزشگاه حدود ۲۵۰ هزار نفر زبان می‌آموزند. تا پیش از سال ۱۳۹۴ آزمون‌های این مرکز به صورت سه آزمون کتبی شامل: Quiz1 شامل پنجاه نمره، Quiz2 شامل پنجاه نمره و فعالیت‌های عمومی کلاسی شامل صد نمره بود. این سه مورد با هم جمع و بر دو (مجموعاً دویست) تقسیم می‌شدند و نمره‌ی نهایی نمره کلاسی فرد را تعیین می‌کرد و جلسه‌ی بیست‌و‌یکم، جلسه‌ی آخر هر ترم، آزمونی صد نمره‌ای به‌صورت کتبی برگزار می‌شد. میانگین نمره‌ی کتبی و نمره‌ی کلاسی، نمره‌ی نهایی و میانگین زبان‌آموز را تعیین می‌کرد و کسب حداقل نمره‌ی میانگین ۷۰ برای شرکت در ترم بعدی الزامی بود. اما اکنون آزمون و شیوه‌ی نمره‌دهی آن به صورت برخط (آنلاین) شد‌ه‌است و همچنین تنها چهل درصد نمره‌ی نهایی زبان‌آموز را تشکیل می‌دهد و شصت درصد باقی‌مانده را میزان فعالیت‌های کلاسی زبان‌آموز تشکیل می‌دهد.
هم‌اکنون این آموزشگاه در آستانه‌ی ۱۰۰ سالگی و دارای دیپلم زبان معتبری است. از دیگر نقاط‌ قوت کانون زبان ایران پراکندگی بیش از ۳۰۰ شعبه در کل کشور و امکان مهمان‌شدن برای ۴ جلسه برای هر ترم در هر کدام از مراکز است. علاوه‌براین این آموزشگاه شهریه‌ی مناسبی دارد و زیر نظر کانون فکری کودکان و نوجوانان و وزارت آموزش و پرورش است.
کانون زبان ایران در زمینه‌ی آموزش ۱۰ زبان فارسی، انگلیسی، آلمانی، فرانسوی، اسپانیایی، چینی، عربی، روسی، ایتالیایی و ترکی استانبولی فعالیت می‌کند.

## تاریخچه
کانون زبان ایران به عنوان قدیمی‌ترین و بزرگ‌ترین مؤسسهٔ آموزش زبان‌های خارجی در ایران و خاورمیانه از سال ۱۳۰۴ با عنوان کانون زبان ایران و آمریکا و تحت عنوان انجمن روابط ایران و آمریکا در تهران شروع به فعالیت کرده‌است. پس از وقفه‌ی کاری از سال ۱۳۰۶ تا ۱۳۲۱، از فروردین سال ۱۳۲۲ فعالیت انجمن از سر گرفته شد و برگزاری کلاس‌های آموزش مکالمه‌ی زبان انگلیسی در انجمن ایران و آمریکا از فعالیت‌های آن در زمان بازگشایی در دههٔ ۱۳۲۰ بر طبق اساسنامه‌ اعلام شد. به‌دنبال آن، مرکز آموزشی مستقلی با عنوان «مرکز آموزش زبان» از دههٔ ۱۳۳۰ راه‌اندازی شد. در سال ۱۳۴۴، مرکز در چهارراه جمهوری تهران فعالیت می‌کرد و پس از افزایش تعداد زبان‌آموزان در محلی جدید در خیابان وصال شیرازی تهران - مرکز وصال فعلی - ادامه‌ی فعالیت داد. پس از انقلاب سال ۱۳۵۷ و انحلال انجمن ایران و آمریکا، در سال ۱۳۵۸ مرکز آموزش زبان با حکم دادستانی به کانون پرورش فکری کودکان و نوجوانان واگذار شد و به کانون زبان ایران تغییر نام داد. این مؤسسه با پیروی از الگویی جدید و متناسب با شرایط انقلابی جامعه، آموزش زبان‌های دیگر مانند فرانسوی، آلمانی، روسی، اسپانیایی، چینی، ایتالیایی و حتی زبان فارسی را نیز در برنامه‌ی آموزشی خود قرار داد. هم‌اکنون کانون زبان ایران در ۳۱ استان و ۱۰۰ شهر با بیش از ۲۷۰ مرکز آموزشی و بیش از ۱٬۰۰۰٬۰۰۰ زبان‌آموز در هر سال، در زمینه‌ی آموزش زبان‌های انگلیسی، فرانسوی، آلمانی، عربی، اسپانیایی و روسی و همچنین تولید محصولات آموزشی و کمک‌آموزشی در زمینه‌ی آموزش زبان‌های خارجی و آموزش زبان فارسی به غیرفارسی‌زبانان فعالیت می‌کند.

## ثبت در خاطره جمعی ایرانیان
کمیسیون ملی یونسکو گواهی «قدمت و ثبت در خاطرات جمعی» را در سال ۱۳۹۸ به کانون زبان ایران اهدا کرد. این گواهی به موسسات و نهادهایی که بیش از دو دهه فعالیت مستمر داشته‌اند و از میزان لازم محبوبیت برخوردار هستند اهدا می‌شود.

## بخش مجازی
آموزش مجازی در کانون زبان ایران به دو شیوه‌ی آموزش همزمان (synchronous) و آموزش غیرهمزمان (asynchronous) انجام می‌پذیرد.
آموزش همزمان
در این روش زبان‌آموزان و مدرس در روز و ساعت مشخص به‌صورت همزمان در یک کلاس شبیه‌سازی شده در بستر adobe connect حضور به‌هم می‌رسانند. مدرس با استفاده از امکانات محیط adobe connect نظیر امکانات تصویری، صوتی و نوشتاری به آموزش و تعامل با زبان‌آموزان می‌پردازد. ورود به درگاه آموزشی برای دوره‌های انگلیسی کودکان و نوجوانان از اینجا و ورود به دوره‌های انگلیسی بزرگسالان و دوره‌های غیرانگلیسی از اینجا امکان‌پذیر است.
آموزش غیرهم‌زمان
این نوع آموزش به‌صورت غیرهم‌زمان و با استفاده از محتوای تعاملی (SCORM) اجرا می‌گردد، فراگیران به محض ورود به شبکه٬ قادرند محتوای دوره‌ی مدنظرشان را مطالعه و اطلاعات را مشاهده کنند. درعین‌حال٬ فعالیت کاربر و نتایج آن در بانک اطلاعاتی مربوطه ضبط خواهند شد. همچنین زبان‌آموزان می‌توانند تکالیف‌شان را به مدرس پشتیبان ارائه دهند و بازخورد دریافت کنند. برای ورود به درگاه آموزش غیرهم‌زمان اینجا کلیک کنید.

## آزمون‌های کانون زبان ایران
تمامی امتحانات ترم‌های نوجوانان شامل Run - Race - Reach به‌صورت آنلاین برگزار می‌شوند. هم‌چنین امتحان فاینال ترم‌های بزرگسال نیز به‌صورت آنلاین برگزار خواهند شد.
زبان‌آموزان دوره‌ی بزرگسال باید هم در امتحان فاینال حداقل نمره‌ی ۵۰ را به‌دست آورند و هم نمره‌ی کلاسی‌شان بیشتر از ۵۰ باشد تا میانگین‌گیری انجام شود و امکان قبول‌شدن و ارتقا به ترم بالاتر را داشته باشند. بنابراین چنان‌چه زبان‌آموزان نمره‌ی کلاسی ۱۰۰ هم داشته باشند، ولی در فاینال نمره‌ی زیر ۵۰ کسب کنند، مردود خواهند شد که به اصطلاح به آن Final Fail می‌گویند.
فرمول میانگین‌گیری برای ترم‌هایی که امتحان آنلاین دارند به‌صورت زیر است:
((نمره کلاسی درصورت بالای ۵۰ بودن) ضربدر (۶۰)) + ((نمره فاینال در صورت بالای ۵۰ بودن) ضربدر (۴۰)) = جواب تقسیم بر ۱۰۰ که برای قبولی باید بیش از ۵۰ باشد. طبق فرمول تأثیر فعالیت کلاسی بالاتر است و درصورتی‌که زبان‌آموزی در طول ترم کوتاهی کرده باشد، حتی با اخذ نمره‌ی بالا در فاینال، امکان مردود‌شدن‌اش وجود دارد.
زبان‌آموزان گروه سنی نوجوانان برای ورود به ترم بعدی حداقل باید نمره‌ی ۵۰ از ۱۰۰ را کسب کنند که ترکیبی از ۶۰ درصد نمره‌ی کتبی و کلاسی و ۴۰ درصد نمره‌ی فاینال است و به‌صورت آنلاین برگزار می‌شود. هم‌چنین اگر زبان‌آموزی در امتحان پایان‌ترم نتواند نمره بالاتر از ۵۰ را به‌دست آورد، بدون توجه به نمره‌ی فعالیت‌های کلاسی و کوئیز، در آن ترم مردود خواهد شد.
بنابراین با این‌که تأثیر امتحان پایان ترم در نمره نهایی حداکثر ۴۰ درصد است و سهم بیشتری از نمره را فعالیت‌های کلاسی و کوئیز به خود اختصاص می‌دهند، اگر در امتحان نهایی نتوانید حداقل نمره ۵۰ را به دست آورید، فعالیت‌های کلاسی‌تان تأثیری در بهبود نمره‌ی نهایی شما نخواهد داشت و مردود محسوب می‌شوید.
زبان آموزان در هر ترم می‌توانند ۴ جلسه غیبت داشته باشند و همچنین، با توجه به هماهنگ‌بودن پیشرفت دروس در کلیه‌ی مراکز کانون زبان ایران، این امکان را دارند که ۴ جلسه در هر شهری مهمان شوند. لازم‌به‌ذکر است در‌صورتی‌که تعداد غیبت‌ها بیش از ۴ جلسه شود، زبان‌آموز در آن ترم مردود خواهد شد که به اصطلاح به آن Absent Fail می‌گویند.
امتحانات آنلاین در وبسایت رسمی کانون زبان ایران و طبق روزهای اعلام‌شده برای هر ترم امکان‌پذیر است.  پیشنهاد شده که جهت شرکت در آزمون فاینال از رایانه و مرورگر فایرفاکس استفاده شود.
توجه داشته باشید درصورتی‌که برای واریز شهریه، انتخاب کلاس یا شرکت در آزمون از تلفن همراه هوشمند یا تبلت استفاده می‌شود، حتماً صفحه‌کلید تلفن همراه هنگام وارد‌کردن اعداد، شامل کد زبان‌آموزی و رمز عبور، روی حالت انگلیسی باشد. 
سایت جهت واریز شهریه و خرید کتاب و انتخاب کلاس 
آزمون کمبریج GCE-SCE-DELE DELF-DALF-IELTS-TOFEL-TORFEL-CELI-THR-PTE از آزمون‌های معتبر جهان‌اند و اعتبار زیادی در داخل کشور هم دارند. هم‌چنین می‌توانید با شرکت در آزمون جذب مدرس در کانون شروع به تدریس نمود.